# U-Bahnhof Bauernfeindstraße
Der U-Bahnhof Bauernfeindstraße (Abkürzung: BA) wurde als siebter U-Bahnhof der Nürnberger U-Bahn am 1. März 1972 eröffnet. Er ist 1509 m vom U-Bahnhof Hasenbuck und 506 m vom U-Bahnhof Messe entfernt. Bis zum 18. Juni 1974 war er Endbahnhof für die Linie U1. Bis zum 28. Januar 1978 konnte hier zur Straßenbahn umgestiegen werden. Täglich wird er von rund 5.400 Fahrgästen genutzt (Mo–Fr, 2019).
Die Bauernfeindstraße ist benannt nach Karl Maximilian von Bauernfeind, ehem. Professor an der Königlich polytechnischen Schule in München (heute Technische Universität München).

## Lage und Infrastruktur

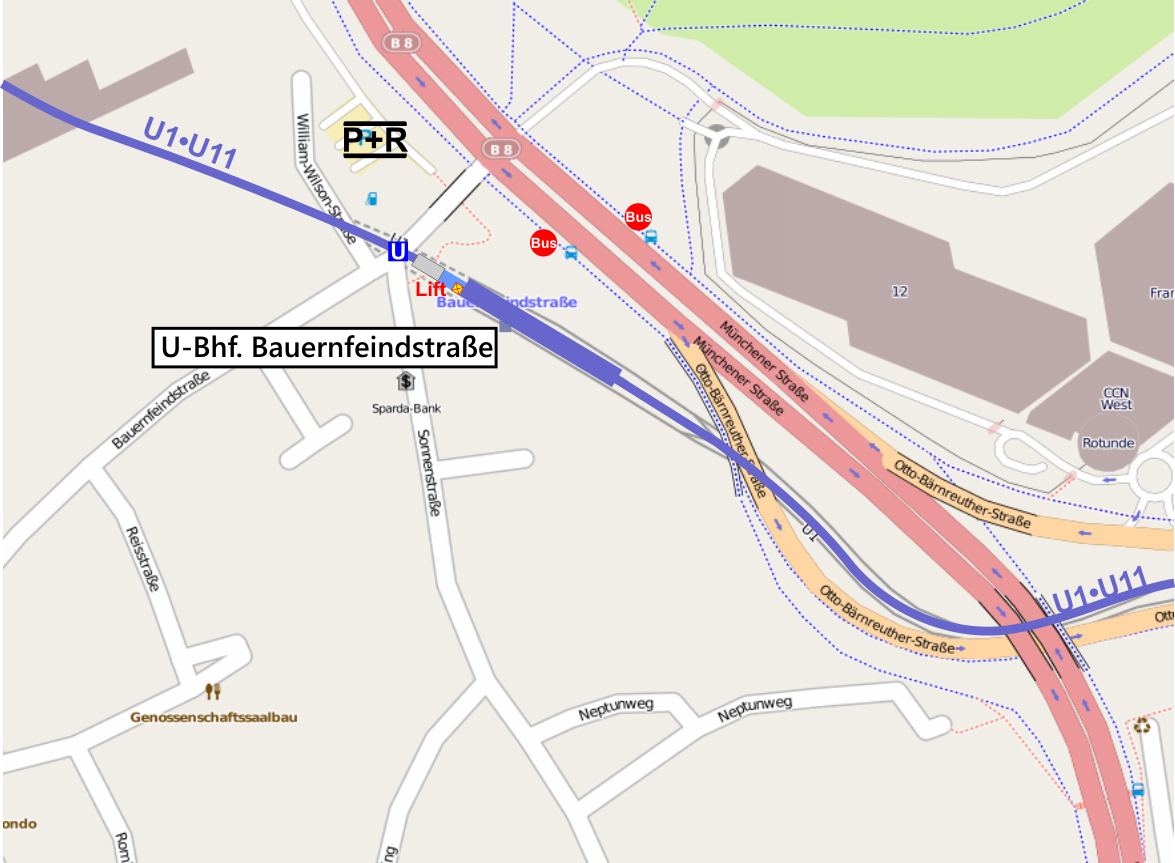
Lageplan U-Bhf. Bauernfeindstr.

Der Bahnhof liegt im Nürnberger Stadtteil Rangierbahnhof-Siedlung und erstreckt sich oberirdisch in Nordwest-Südost-Ausrichtung von der Bauernfeindstraße in einem Einschnitt Richtung Südosten. Sehenswürdigkeiten in der Umgebung des Bahnhofs sind die Eisenbahnersiedlung Rangierbahnhof, der Silbersee und der Volkspark Dutzendteich.
Der einzige Aufgang führt vom nördlichen Bahnsteigkopf zur Bauernfeindstraße. Ein Aufzug führt vom Nordkopf des Bahnhofs an die Oberfläche. An den Bahnhof schließt sich Richtung Langwasser ein x-förmiger doppelter Gleiswechsel an.
Nordwestlich des Geländeeinschnitts, in dem sich heute der U-Bahnhof befindet, auf der anderen Seite der Bauernfeindstraße, lag von 1964 bis 1970 die Wendeschleife der Straßenbahn; dort befindet sich heute ein P&R-Parkplatz. Dort war bereits ein Gleis zur nie realisierten Weiterführung der Straßenbahn nach Langwasser angelegt worden. Da zwei Brückenbauwerke südlich des U-Bahnhofes bereits fertiggestellt wurden, als noch eine Straßenbahn nach Langwasser geplant war, befindet sich zwischen den Bahnhöfen Messe und Bauernfeindstraße eine sehr enge Kurve, die noch nach Straßenbahnparametern angelegt ist. Langfristig ist es geplant diese Strecke durch eine geradlinige Trassierung zu ersetzen.

### Straßenbahn
Bis 1978 befuhr die Straßenbahn auch noch die Endhaltestelle Bauernfeindstraße.
In der Stadtratsperiode 2020–2026 beschloss der Stadtrat Nürnberg die Straßenbahn perspektivisch wieder zur Bauernfeindstraße zu verlängern.

### VAG Rad
Der Bahnhof liegt am Rande der Flexzone des VAG Rad Verleihsystems. Zusätzlich befindet sich am Bahnhof eine feste Station mit VAG Rädern.

## Bauwerk und Architektur
Die Bauarbeiten für das 126 m lange Bahnhofsbauwerk begannen am 20. März 1967 mit der Auslösung des ersten Rammschlags durch den damaligen Oberbürgermeister Urschlechter. Der Aufzug wurde im Jahre 1987 nach Entfernung der abwärts führenden Fahrtreppe nachgerüstet.
Das Bahnsteigdach wird von acht Betonsäulen getragen.

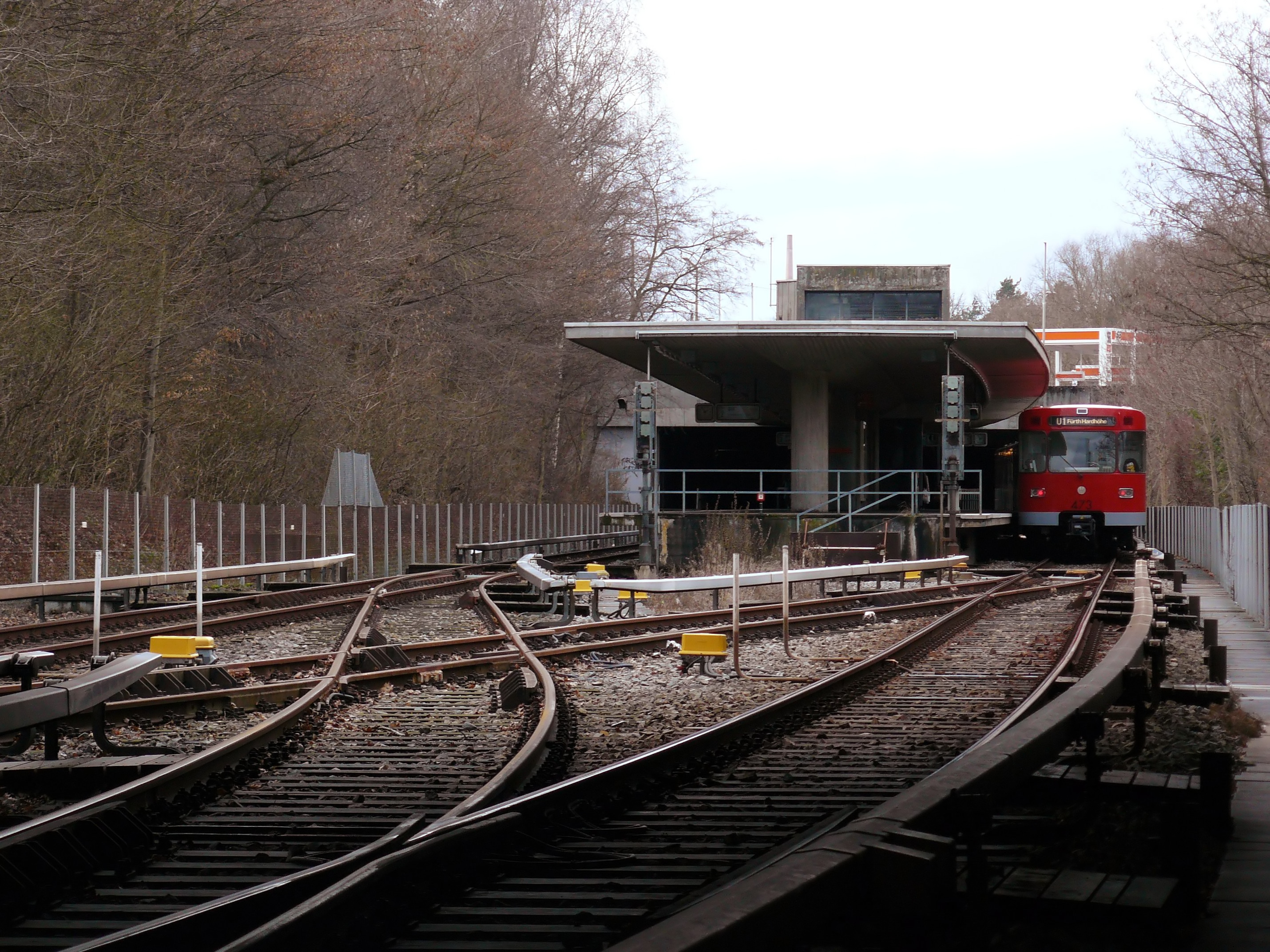
Außenansicht (fern)
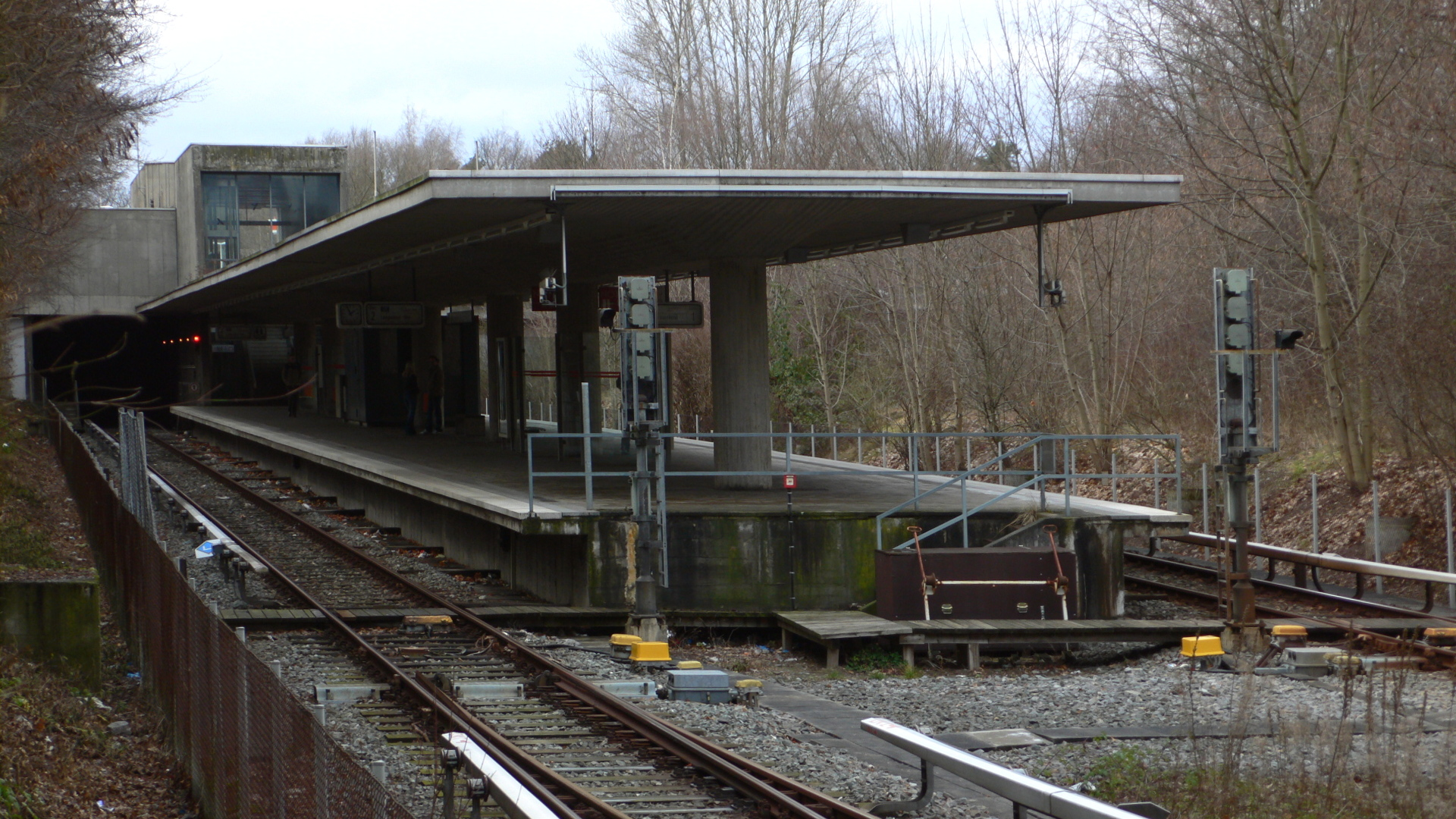
Außenansicht (nah)
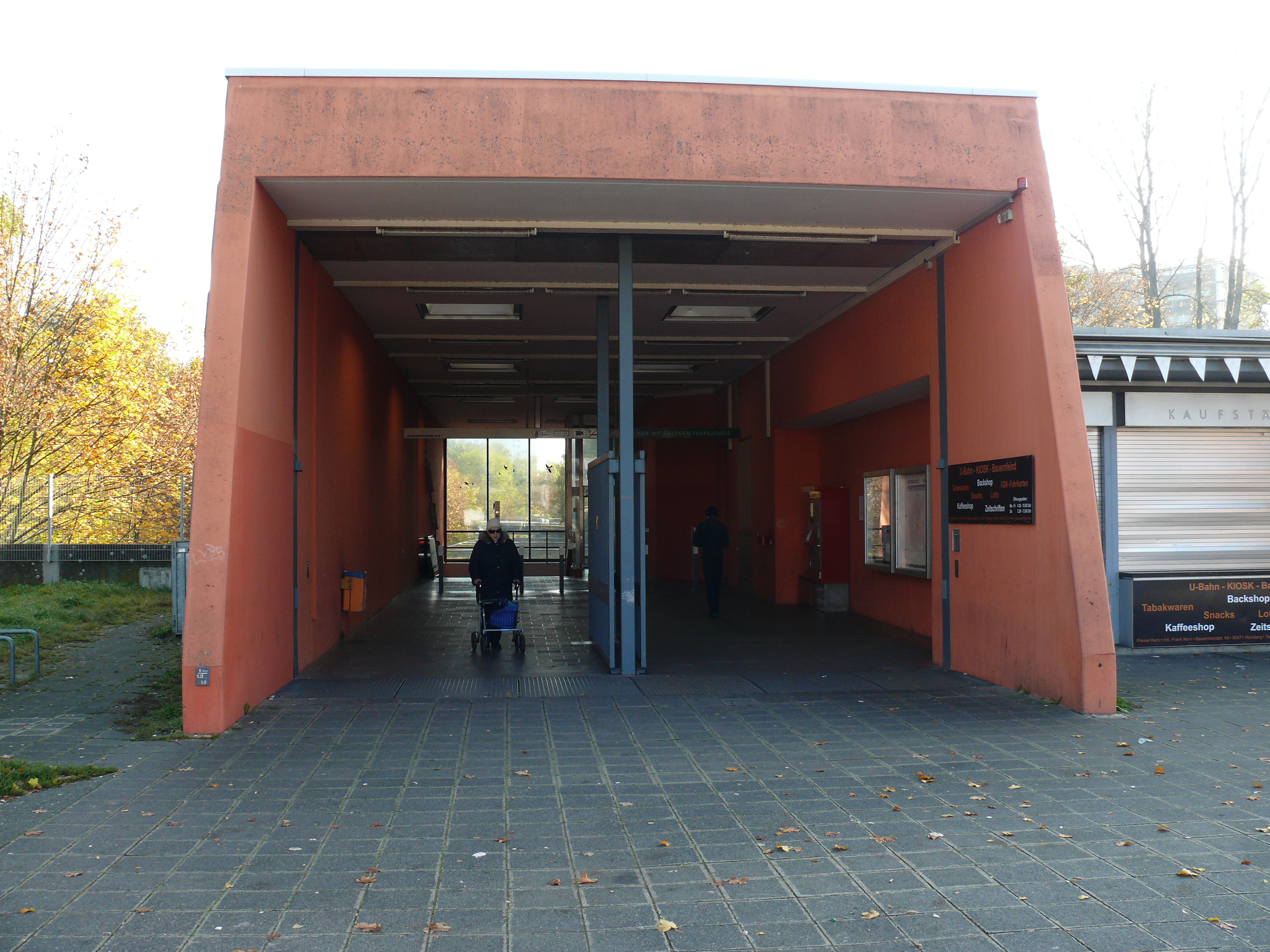
Zugang über der Station

## Linien
| Linie | Verlauf | Takt |
| ----- | --- | --- |
| U1    | Langwasser Süd – Gemeinschaftshaus – Langwasser Mitte – Scharfreiterring – Langwasser Nord – Messe – Bauernfeindstraße – Hasenbuck – Frankenstraße – Maffeiplatz – Aufseßplatz – Hauptbahnhof – Lorenzkirche – Weißer Turm – Plärrer – Gostenhof – Bärenschanze – Maximilianstraße – Eberhardshof – Muggenhof – Stadtgrenze – Jakobinenstraße – Fürth Hauptbahnhof – Rathaus – Stadthalle – Klinikum – Hardhöhe Stand: Fahrplanwechsel Dezember 2023 | 5–7 min (montags–freitags) 3–4 min (Langwasser–Eberhardshof an Schultagen) 6–7 min (samstags) 10 min (sonn-/feiertags) |

Der Bahnhof wird von der U-Bahn-Linie U1 bedient. In der Münchener Straße befindet sich eine Haltestelle für die OVF-Linie 603 (Nürnberg – Raubersried). Am Wochenende verkehren auch die Nachtbuslinie N4 (Hauptbahnhof – Brunn), und N15 (Hauptbahnhof – Ezelsdorf). Seit Dezember 2020 besteht auch die Umsteigemöglichkeit in die Linie 53 (Meistersingerhalle – Schwand).